# Leu asiatic
Leul asiatic este o populație de Panthera leo leo supraviețuitoare astăzi numai în India. De la începutul secolului al XX-lea, gama sa este limitată la Parcul Național Gir și la zonele înconjurătoare din statul indian Gujarat. Din punct de vedere istoric, ea a locuit o mare parte din Orientul Mijlociu până în nordul Indiei.
Prima descriere științifică a leului asiatic a fost publicată în 1826 de zoologul Johann N. Meyer, care l-a numit Felis leo persicus. Pe Lista roșie a IUCN, aceasta este listată sub fosta sa denumire științifică "Panthera leo persica"" ca pe cale de dispariție din cauza dimensiunii reduse a populației și zona de ocupare. Până în secolul al XIX-lea, a trăit în Arabia Saudită, estul Turciei, Iran, Mesopotamia, Pakistan, și de la est de râul Indus până la Bengal și râul Narmada în India Centrală.